# 小林智樹
小林 智樹（こばやし ともき、1969年12月26日 - ）は、日本の男性アニメーション演出家、アニメーション監督。愛知県出身。

## 来歴・人物
渡辺プロモーションで制作進行を務めた後、『それいけ!アンパンマン』第219話「アンパンマンとフライぼうや」で演出デビュー。初監督作品はOVA『いちご100% オリジナルDVD』。テレビシリーズでの初監督作品は『うたわれるもの』。
監督を務めた作品はゲーム原作が多く、その中でも、バトル、ファンタジー系などの作品が多数見られる。

## 参加作品

### テレビアニメ
1989年
- YAWARA!（-1992年、制作進行）

1993年-
- それいけ!アンパンマン（演出・絵コンテ）

1996年
- YAT安心!宇宙旅行（-1998年、絵コンテ・演出）

1998年
- ブレンパワード（演出）

1999年
- ごぞんじ!月光仮面くん（演出）
- 火魅子伝（演出）
- キョロちゃん（-2001年、演出）

2000年
- とっとこハム太郎（-2004年、絵コンテ・演出）

2001年
- ドッとKONIちゃん（演出）
- 地球防衛家族（演出）
- タッチ CROSS ROAD〜風のゆくえ〜（監督助手）
- 新白雪姫伝説プリーティア（絵コンテ）
- 仰天人間バトシーラー（絵コンテ）
- こちら葛飾区亀有公園前派出所（絵コンテ・演出）
- 機動天使エンジェリックレイヤー（演出）
- カスミン（-2003年、絵コンテ・演出）

2002年
- ちょびっツ（演出）
- 七人のナナ（絵コンテ・演出）
- 爆闘宣言ダイガンダー（絵コンテ）
- ギャラクシーエンジェルA（絵コンテ・演出）
- Weiß kreuz Glühen（演出）

2003年
- おもいっきり科学アドベンチャー そーなんだ!（-2004年、絵コンテ・演出）
- デ・ジ・キャラットにょ（-2004年、演出）
- DEAR BOYS（絵コンテ・演出）

2004年
- 恋風（演出）
- ローゼンメイデン（演出）
- MONSTER（-2005年、絵コンテ・演出）

2005年
- JINKI:EXTEND（演出）
- ローゼンメイデン トロイメント（演出）
- フタコイ オルタナティブ（演出）

2006年
- うたわれるもの（監督・絵コンテ・演出）
- 乙女はお姉さまに恋してる（絵コンテ）

2007年
- sola（監督・絵コンテ・演出・OP演出）
- ながされて藍蘭島（絵コンテ）
- D.C.II 〜ダ・カーポII〜（絵コンテ）

2009年
- ティアーズ・トゥ・ティアラ（監督・絵コンテ・演出・ED絵コンテ・演出）

2010年
- 刀語（絵コンテ・演出）
- ダンス イン ザ ヴァンパイアバンド（絵コンテ）
- アマガミSS（絵コンテ・演出）

2011年
- STEINS;GATE（絵コンテ・演出）

2012年
- アマガミSS+ plus（監督・絵コンテ・演出・ED絵コンテ・演出）
- 恋と選挙とチョコレート（絵コンテ）

2013年
- みなみけ ただいま（絵コンテ）
- はたらく魔王さま！（絵コンテ・演出）

2014年
- アカメが斬る!（監督）

2015年
- 魔法少女リリカルなのはViVid（絵コンテ）

2016年
- ハンドレッド（監督）

2017年
- セイレン（監督・絵コンテ）

2018年
- たくのみ。（監督・絵コンテ）

2020年
- ＜Infinite Dendrogram＞-インフィニット・デンドログラム-（監督・絵コンテ）

2021年
- ぼくたちのリメイク（監督・絵コンテ）

2023年
- スパイ教室（絵コンテ）

2024年
- モブから始まる探索英雄譚（監督）

2025年
- Summer Pockets（監督・絵コンテ）

### OVA
2005年
- いちご100% オリジナルDVD（監督） ※初監督作品